# Park Narodowy Capitol Reef
Park Narodowy Capitol Reef (ang. Capitol Reef National Park) jest położony w USA w stanie Utah. Część parku o powierzchni 152 km² została ustanowiona narodowym pomnikiem w 1937 roku decyzją prezydenta Franklina Delano Roosevelta. W 1971 roku Kongres Stanów Zjednoczonych powiększył obszar chroniony do 979 km² i ustanowił go parkiem narodowym. Nazwa parku pochodzi od znajdujących się na tym obszarze białych kopuł skalnych, które pierwszym osadnikom kojarzyły się z budynkiem Kapitolu w Waszyngtonie. Ponadto znajdujący uskok Waterpocket Fold który, podobnie jak rafa koralowa stanowi poważną przeszkodę w przemieszczaniu się. Stąd też pochodzi pełna nazwa parku.

## Turystyka
Najbliższe miasto to Torrey w stanie Utah, które leży w odległości 8 mil na zachód. Torrey jest małym miasteczkiem, jednakże znajduje się w nim kilka moteli i restauracji. Ponadto w samym parku znajduje się duży kemping.
Na terenie parku można uprawiać wiele dyscyplin, wśród których można wymienić piesze wędrówki, jazdę konną oraz wspinaczkę.